# Паланки
Паланки — село в Україні, у Івано-Франківській селищній територіальній громаді Яворівського району Львівської області. Населення становить 278 осіб (2021).

## Назва
За роки радянської влади село в документах називали «Полянка». 1989 р. селу повернули попередню назву.